# San Francisco 49ers 1991
La stagione 1991 dei San Francisco 49ers è stata la 42ª della franchigia nella National Football League. Per la prima volta dalla stagione accorciate per sciopero del 1982, la squadra non si qualificò per i playoff. Joe Montana perse l'intera annata per un infortunio al gomito, aprendo la strada a Steve Young per prendere il suo posto come quarterback titolare, il quale concluse guidando la NFL con un passer rating di 101,8.
Nella settimana 17, i 49ers non si trovarono in grado di essere in controllo del proprio destino. Gli Atlanta Falcons li avevano battuti in entrambe le due equilibrate gare della stagione regolare, essendo così in vantaggio per un posto come wild card. I New Orleans Saints avevano un record di 10–5 prima dell'ultimo e, battendo i Phoenix Cardinals, vinsero division. Fu il primo anno senza Roger Craig e Ronnie Lott, due colonne della squadra nell'ultimo decennio, che avevano firmato come free agent coi Los Angeles Raiders.

## Partite

### Stagione regolare
| Turno | Data              | Avversario             | Risultato | Pubblico |
| ----- | ----------------- | ---------------------- | --------- | -------- |
| 1     | 2/9/1991 (Lun.)   | at New York Giants     | s 14–16   | 76,319   |
| 2     | 8/9/1991          | San Diego Chargers     | v 34–14   | 60,753   |
| 3     | 15/9/1991         | at Minnesota Vikings   | s 14–17   | 59,148   |
| 4     | 22/9/1991         | Los Angeles Rams       | v 27–10   | 63,871   |
| 5     | 29/9/1991         | at Los Angeles Raiders | s 6–12    | 91,494   |
| 6     |                   | Settimana di pausa     |           |          |
| 7     | 13/10/1991        | Atlanta Falcons        | s 34–39   | 57,343   |
| 8     | 20/10/1991        | Detroit Lions          | v 35–3    | 61,240   |
| 9     | 27/10/1991        | at Philadelphia Eagles | v 23–7    | 65,796   |
| 10    | 3/11/1991         | at Atlanta Falcons     | s 14–17   | 51,259   |
| 11    | 10/11/1991        | at New Orleans Saints  | s 3–10    | 68,591   |
| 12    | 17/11/1991        | Phoenix Cardinals      | v 14–10   | 50,180   |
| 13    | 25/11/1991 (Lun.) | at Los Angeles Rams    | v 33–10   | 61,881   |
| 14    | 1/12/1991         | New Orleans Saints     | v 38–24   | 62,092   |
| 15    | 8/12/1991         | at Seattle Seahawks    | v 24–22   | 56,711   |
| 16    | 14/12/1991 (Sab.) | Kansas City Chiefs     | v 28–14   | 62,672   |
| 17    | 23/12/1991 (Lun.) | Chicago Bears          | v 52–14   | 60,419   |